# Varvarovka
Varvarovka (in russo Варваровка?) è un villaggio (selo) della Russia europea, situato nell'Oblast' di Belgorod.